# 波戸岬

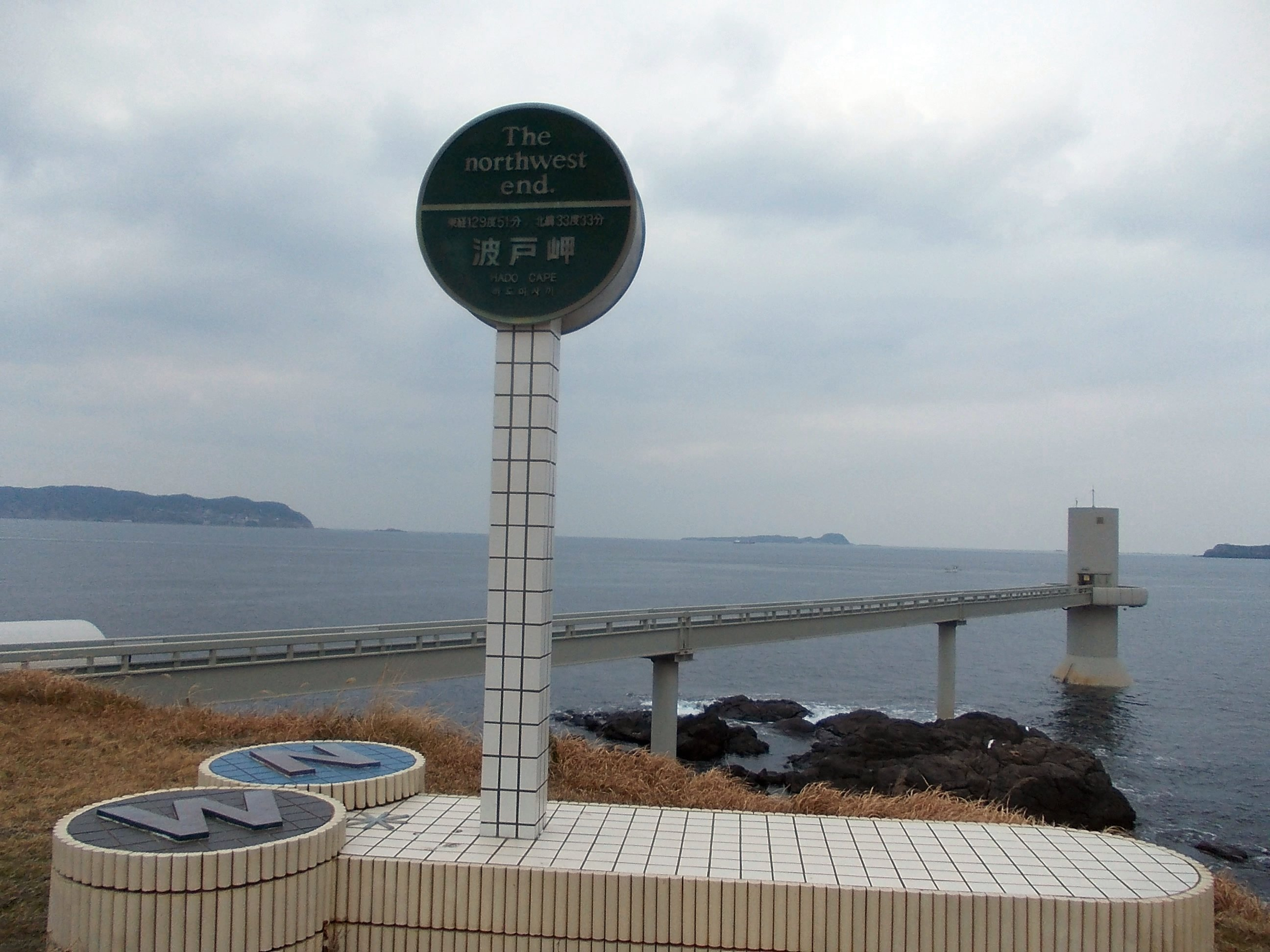
日本本土最北西端のモニュメント（手前）と海中展望塔

波戸岬（はどみさき）は、佐賀県唐津市鎮西町の東松浦半島最北端にある岬で、玄界灘（壱岐水道）に面する。玄海国定公園の一部。

## 概要
東松浦半島は小半島が入り組むリアス式海岸で、波戸岬は名護屋浦と串浦の間にある小半島の先端部である。東は名護屋浦を挟んで加部島や呼子、北は壱岐水道を挟んで加唐島、松島などがある。玄武岩類の丘陵性溶岩台地である上場台地の続きで、周辺には日本海側では唯一の海中展望塔である唐津市玄海海中展望塔のほか、海水浴場や国民宿舎、少年自然の家、キャンプ場、海浜公園などがあり、1956年に指定された玄海国定公園の一角として観光施設が整備されている。また、周辺の海域も1970年に国内初の海中公園として国定公園の一部に指定された。最先端部には無人灯台「波戸岬灯台」と岬神社があるが、灯台の読み方は「はどのみさきとうだい」である。
南方背後には1592年に豊臣秀吉が築城した名護屋城跡がある。名護屋城から半径3 km圏内の丘陵地周辺には各大名の陣跡が130箇所あまり点在しており、岬周辺には増田長盛、生駒親正、北条氏盛、島津義弘、佐竹義宣などのほか、いくつかの陣主不明の陣跡がある。この中で主郭を構成する石垣や石塁で囲まれた小曲輪群が残る島津義弘陣跡と、土塁や曲輪などの遺構が良好に残る生駒親正陣跡は名護屋城と共に国の特別史跡に指定されている。
1996年には大日本水産会などにより日本の渚百選に、2008年には「ハート岬」の語呂合わせから、NPO法人地域活性化支援センターにより恋人の聖地サテライトに選出されている。恋人の聖地に関しては2009年に記念のモニュメントも設置された。

## 海中展望塔
日本全国に8基ある海中展望塔のうち、唯一日本海にある海中展望塔。1974年に唐津国民宿舎波戸岬により建設された後、自治体の直接運営を経て、2007年からは指定管理者制度が導入されている。陸地と長さ約86 mの桟橋でつながる展望塔は、海底からの高さが20.3 m、直径は基部が10 m、天頂が4 mの漏斗型をしている。海上デッキからは三方に玄界灘の島々を見わたせ、24個の海中窓がある水深7 mの海中展望室からはクロダイ・カサフグ・ソラスズメダイ、イシダイなど約30種類の魚が遊泳する様子や，アラメ・ホンダワラなどの海草，貝類を自然のまま見ることができる。波戸岬一帯の海は東シナ海から北上する日本海流から枝分かれした対馬海流が流れるため、海流に流された熱帯魚が見られる場合もある。
入場者数は1978年から2007年3月までの自治体管理期間で累計343万4000人、指定管理制度を採用した2007年4月からは4年間で30万人が訪れている。

## 交通
名護屋城跡付近で国道204号と分岐する佐賀県道301号波戸岬線が岬まで通じる。県道の起点部には有料の駐車場が整備されており、岬最先端部までは徒歩で移動が可能。県道を通るバス路線もあり、昭和バスが唐津大手口バスセンターと波戸岬国民宿舎間をつないでいる（呼子線）。

## その他
- 岬駐車場には多数のサザエのつぼ焼き小屋が並ぶ。サザエのほか、イカの一夜干し、アワビ、カキなどをその場で焼いて楽しめる名物となっている。
- 海水浴場の入り口には唐津市と姉妹都市を結ぶ西帰浦市（韓国）から姉妹都市締結20周年を記念して贈られた、済州島の守り神とされる石像「トルハルバン」が2体設置されている[5]。
- 近くの波戸漁港では盆中に海中綱引き行事が行われている。朝鮮出兵時に兵の士気向上を目的に舫い綱を使って始まったとされ、後に疫病払いが目的となり現在まで続いている。